# Emanuela Giordano
Emanuela Giordano (Roma, 2 luglio 1957) è un'attrice, regista e sceneggiatrice italiana.

## Biografia
Ha studiato all’accademia d'Arte Drammatica e a diciannove anni ha iniziato a lavorare per la Rai, in particolare per la terza rete tv e per Radio Tre, scrivendo racconti e conducendo programmi culturali. Attrice professionista dal 1983, nel 1986 è stata protagonista della seconda stagione della serie tv Orazio con la regia di Paolo Pietrangeli, accanto a Maurizio Costanzo, in sostituzione di Simona Izzo che però riprenderà il ruolo nella terza stagione.
Nel 1998 ha scritto e diretto il suo primo lungometraggio Due volte nella vita. Nel 2019 ha pubblicato Appena in tempo (Giunti), il suo primo romanzo. 
Nel 2022 insieme a Giulia Minoli ha vinto il premio Nastro d'argento della legalità per il documentario Se dicessimo la verità.

## Filmografia

### Attrice

#### Cinema
- Stesso mare stessa spiaggia, regia di Alessandro Pann (1983)
- Ultimo respiro, regia di Felice Farina (1992)
- Moda e amore, regia di Antonio Alfano (2014)

#### Televisione
- Tandem - contenitore televisivo (1982)
- Orazio – serie TV (1986)
- Un altro varietà – serie TV (1986)
- Aeroporto internazionale – serie TV (1987)
- Camilla, parlami d'amore – serie TV (1992)

### Regia e sceneggiatrice
- Appunti di questi giorni 1943-1944 (1996) - cortometraggio
- Due volte nella vita  (1998)
- La maschera d'acqua segmento l Ventaglio (2007)
- Il ghetto di Venezia. 500 anni di vita (2015) – documentario
- Il suono della voce (2019) – documentario
- Se dicessimo la verità (2021) – documentario

### Regia
- Sguardi d'orizzonti (2007) - cortometraggio
- Dieci storie proprio così
- La lezione (2009) - documentario